# Simona Roubínková
Simona Roubínková (* 30. Mai 1976) ist eine tschechische Handballspielerin.
Die 1,63 m große Roubínková wechselte 2006 vom tschechischen Club HC Sport Slokov Veseli zum deutschen Bundesligisten DJK/MJC Trier. Zur Saison 2009/10 wechselte sie zum SV Union Halle-Neustadt.
Sie absolvierte 64 Länderspiele für Tschechien. Meist spielt sie auf einer der beiden Außenpositionen.